# نيك بلوود (ممثل)
نيك بلود (مواليد 20 مارس 1982) هو ممثل إنجليزي. وهو معروف بأدواره مثل كيران في تصيد ولانس هنتر في مارفل ستوديوز و عملاء شيلد، بلود هو أيضًا مخرج مشارك ومؤسس وكاتب لمجلة «جيد، أفضل، الأفضل» ويقوم بتطوير فيلم قصير ومسلسل تلفزيوني.

## حياة سابقة
ولد الدم في أيلزبري، إنجلترا. انضم إلى نادي الدراما المحلي في سن السابعة وسرعان ما أدرك أنه يريد أن يصبح ممثلاً. ذهب بلوود إلى مدرسة وينجريف المحلية قبل أن يصبح تلميذًا في مدرسة السير هنري فلويد النحوية في ايلسبري. بعد ذلك، حضر بلود أكاديمية لندن للموسيقى والفنون المسرحية.

## مسار مهني مسار وظيفي

### السينما والتلفزيون
جاء دور نيك بلوود في التمثيل في السلسلة الخامسة والعشرين من ذا بيل في قصة من حلقتين عن سطو مسلح في متجر ألعاب. كان لديه دور أليكس، رفيق علي المثلي في الشقة الذي يعمل كمصمم، في دراما بي بي سي فتاة المواد (2010). 
في عام 2011، ظهر في القناة الرابعة الدرامية غير أكفاء كضحية للغيبوبة، دوم، صديق جين. في عام 2011، أُعلن أنه يلعب دور كيران، جزار، في فيلم خيالي «فالكو» في المسرحية الهزلية سكاي الأولى تصيد .     غادر الدم العرض في ختام الموسم الثالث. في عام 2012، حصل نيك بلوود على أول دور سينمائي طويل له في فيلم ديفي فيموس في جزيرة سبايك .
في عام 2013، ظهر في الموسم الأخير من (هو وهي) بصفته لي صديق بيكي السابق. هو & هي يظهر على بي بي سي ثلاثة. لي هو فتى شاب ساحر يعشقه والدا بيكي كثيرًا ويفضلان أن يكون صديق بيكي أكثر من ستيف، الذي يلعبه راسل توفي، وهو خطيب بيكي. في عام 2014، ظهر نيك بلوود في الدراما الغامضة دائرة بلتشلي على قناة اي تي في بدور بن، ضابط شرطة. ظهرت الدم أيضًا في الكوميديا الهجائية للشرطة في القناة الرابعة بابل . كما أنه يوفر صوتًا في لعبة الفيديو دراغون إيج: إنكوزيشن .
أصبح بلوود منتظمًا في الموسم الثاني من مارفل ستوديوزعملاء شيلد مثل لانس هنتر، وهو مرتزق يلجأ إليه كولسون للمساعدة والذي يوافق على الانضمام إلى شيلد، أُجبرت شخصيته لاحقًا على التقاعد من شيلد قبل نهاية الموسم الثالث.

### المسرح
في عام 2009، أسس نيك بلوود شركة مسرحية تسمى دبليو أي يشتري الذهب "مع صديقه في لامدا، توم ماكول.  نحن. يشترى. دخل العرض الأول لـ الذهب، بوصة وبصرف النظر ، الذي شارك في كتابته وتأليفه بلوود، في جائزة مسرح أولد فيك للأصوات الجديدة 503، والتي فازت بها لاحقًا. أنتجت أولد فيك بعد ذلك إنتاجًا احترافيًا كاملاً في مسرح 503، والذي استمر من 12 مايو إلى 13 يونيو 2009.
ظهر نيك بلوود لأول مرة على المسرح الاحترافي في عام 2009 في الدير مثل آدم، في مسرح رويال كورت الذي استمر من 19 نوفمبر 2009 إلى 16 يناير 2010. في عام 2010، واصل أداء دور سورداديو في تكيف حديث لمأساة اليعاقبة، النساء يحذرن النساء في المسرح القومي، من إخراج ماريان إليوت الحائزة على جوائز. 
في عام 2011، ظهر في باكبيت الذي يحكي قصة تشكيل فرقة البيتلز والسنوات الأولى لها.  تم عرضه في مسرح دوق يورك في الفترة من 10 أكتوبر 2011 إلى 18 فبراير 2012، ولعب بلود الدور الرئيسي لـ «البيتلز الخامس» ستيوارت ساتكليف. بسبب الطبيعة الموسيقية للدور الذي تعلمه العزف على الجيتار، وانضم لاحقًا أيضًا إلى فرقة شاارك.  حقق العرض نجاحًا ساحقًا وحاسمًا خلال عرض مسارح وست اند. أخذ هذا النجاح العرض إلى تورونتو، أونتاريو، كندا، من 24 أغسطس 2012 إلى 31 أغسطس 2012، لمدة سبعة أيام.

## فيلموغرافيا

### الافلام
| عام  | عنوان                       | وظيفة     | ملاحظات                        |
| ---- | --------------------------- | --------- | ------------------------------ |
| 2012 | جزيرة سبايك                 | ديف فيموس |                                |
| 2014 | X مور                       | غير لامع  |                                |
| 2014 | بين الأماكن                 | مسيحي     | فيلم قصير                      |
| 2014 | السلطعون الأحمر             | نفسه      | فيلم قصير                      |
| 2014 | التزام                      | أنبوب ذكر | فيلم قصير مرحلة ما بعد الإنتاج |
| 2015 | العلامة التجارية الجديدة يو | جوهان     | مرحلة ما بعد الإنتاج           |
| 2015 | البطل                       |           | فيلم قصير مخرج                 |
| 2019 | قل اسمي                     | ستاتون    |                                |

### التلفاز
| عام               | عنوان                   | وظيفة         | ملاحظات                                                                                 |
| ----------------- | ----------------------- | ------------- | --------------------------------------------------------------------------------------- |
| 2009              | مشروع القانون           | ميك جونز      | حلقتان: "سحق وانتزاع: الجزء 1" "سحق وانتزاع: الجزء 2"                                   |
| 2010              | فتاة مادية              | اليكس         | فريق التمثيل الرئيسي 6 حلقات                                                            |
| 2010              | منتزه                   | هاري ستيفنز   | فريق التمثيل الرئيسي طيار                                                               |
| 2010              | قتال الاطفال            | بول           | فريق التمثيل الرئيسي 3 حلقات                                                            |
| 2011              | غير أكفاء               | دوم           | الحلقة الأولى: "الحلقة رقم 3, 5"                                                        |
| 2011-2013         | تصيد                    | كيران         | فريق التمثيل الرئيسي 26 حلقة                                                            |
| 2012              | اعداء الشعب             | جلين سميثفيلد | حلقتان: "طيار"، "الحلقة 1.2"                                                            |
| 2013              | هو وهي                  | لي            | يلقي المتكررة (الموسم 4) 5 حلقات                                                        |
| 2014              | دائرة بلتشلي            | بن جلادستون   | يلقي المتكررة (الموسم 2) 4 حلقات                                                        |
| 2014 - 2016، 2017 | عملاء الدرع             | لانس هنتر     | فريق التمثيل الرئيسي (الموسم 2-3) 35 حلقة النجم الضيف (الموسم الخامس) الحلقة: "الترجيع" |
| 2014              | بابل                    | وارويك        | فريق التمثيل الرئيسي 7 حلقات                                                            |
| 2016              | المطلوبين لدى مارفل     | لانس هنتر     | طيار تلفزيون (غير مأهول)                                                                |
| 2019              | النشوة                  | جوس هوارد     | الحلقة: "المحاكمات والمحن لمحاولة التبول أثناء الاكتئاب"                                |
| 2020              | سترايك (مسلسل تلفزيوني) | جيمي نايت     | السلسلة 4: بيضاء قاتلة. فريق التمثيل الضيف، 4 حلقات                                     |

### العاب إلكترونية
| عام  | عنوان                     | وظيفة                                                                |
| ---- | ------------------------- | -------------------------------------------------------------------- |
| 2014 | عصر التنين: محاكم التفتيش | قاعة آرتشر (صوت)                                                     |
| 2018 | مصاص دماء                 | أجاممنون، هاري، اللورد هامرسلي، بريكليس، بريوين جاردز، توماس (أصوات) |

## روابط خارجية
- نيك بلوود في قاعدة بيانات الأفلام على الإنترنت